# تاكو فال
تاكو فال (مواليد 10 ديسمبر 1995) هو لاعب كرة سلة يلعب في مركز الوسط في نادي كليفلاند كافالييرز.فال هو أطول لاعب حالي في الدوري الاميركي للمحترفين وهو واحد من أطول البشر على قيد الحياة.